# 龙首寺
26°53′26.36″N 120°00′23.06″E / 26.8906556°N 120.0064056°E
龙首寺，位于中国福建省霞浦县松城街道北门外，为一个霞浦县级文物保护单位，类型为古建筑，公布时间为2010年11月。
龙首寺历史年代为明，始建于明朝正德年间，内有朱熹、李拔等人题刻真迹，对研究霞浦佛教文化具有一定的意义，2010年11月被列为霞浦县文物保护单位。